# Flottenkommando (Reichsmarine)
Das Flottenkommando der Reichsmarine wurde am 1. April 1925 aus dem Oberbefehlshaber der Seestreitkräfte in Wilhelmshaven gebildet.

## Geschichte
Das Flottenkommando hatte die Befehlsgewalt über alle Flottenstreitkräfte und war direkt dem Oberbefehlshaber der Marine unterstellt.
Die ehemals dem Oberbefehlshaber der Seestreitkräfte unterstellten Einheiten kamen auch zum neu eingerichteten Flottenkommando. Die Befehlshaber wurden aber umgestellt. Der Befehlshaber der leichten Seestreitkräfte der Ostsee wurde Befehlshaber der Seestreitkräfte der Ostsee (BSO), welcher zugleich Führer des Verbandes der Aufklärungsstreitkräfte wurde. Der Befehlshaber der leichten Seestreitkräfte der Nordsee wurde ebenfalls umbenannt und erhielt den Namen Befehlshaber der Seestreitkräfte der Nordsee (BSN). Zusätzlich wurde der BSN 2. Admiral der Linienschiffsdivision. Ebenso kam die Linienschiffsdivision zur neuen Dienststelle, wobei die Linienschiffe der Division auf die beiden Befehlshaber der Seestreitkräfte aufgeteilt wurden.
Dem Flottenchef war die Gerichtsbarkeit der zweiten Instanz übertragen und er war dem Chef der Marineleitung persönlich rechenschaftspflichtig bzgl. der Ausbildung und der Einsatzfähigkeit der Flotte.
Mit dem 1. Januar 1930 wurden die Dienststellen der Befehlshabers der Seestreitkräfte neu organisiert. So wurde aus dem Befehlshaber der Seestreitkräfte der Nordsee der Befehlshaber der Linienschiffe (BDL) und aus dem Befehlshaber der Seestreitkräfte der Ostsee der Befehlshaber der Aufklärungsstreitkräfte (BDA). Im Februar 1930 kam das Flottenkommando von Wilhelmshaven nach Kiel.
In der Zeit des Bestehens der Reichsmarine führte das Flottenkommando mehrere Auslandsreisen durch und war in den Wintern zum Eisbrecherdienst eingesetzt. Mit der Umbenennung der Reichsmarine am 1. Juni 1935 in Kriegsmarine wurde auch das Flottenkommando überführt.
Ab Februar 1926 war die Schleswig-Holstein das Flaggschiff des Flottenkommandos.

## Flottenreisen (Auswahl)
- Vom 14. Mai 1926 bis 16. Juni 1927 Atlantik- und Spanienreise (erste große Reise eines Verbands der Reichsmarine): Schleswig-Holstein, Hannover, Amazone, Elsass, Hessen und Nymphe
- 1928 nach Norwegen
- 1929 nach Nordspanien
- Vom 2. April 1930 bis zum 18. Juni 1930 Spanien- und Mittelmeerreise
- 1931 nach Norwegen
- 1932 nach Oslo
- 1933 fand die geplante Spanienreise nicht statt

## Gliederung
1925
- Befehlshaber der Seestreitkräfte der Ostsee (BSO)
- Befehlshaber der Seestreitkräfte der Nordsee (BSN)
- Linienschiffsdivision:
  - Braunschweig (Flaggschiff), dem BSN zugeordnet
  - Hessen, dem BSO zugeordnet
  - Elsass, dem BSN zugeordnet
  - Hannover, dem BSO als Flaggschiff zugeordnet
  - Hela (Tender)

1930/31
- Befehlshaber der Linienschiffe
- Befehlshaber der Aufklärungsstreitkräfte

## Flottenchefs
- Vizeadmiral Konrad Mommsen: von der Aufstellung bis September 1927, ehemaliger Oberbefehlshaber der Seestreitkräfte
- Vizeadmiral Iwan Oldekop: von September 1927 bis September 1931, ehemaliger Befehlshaber der Seestreitkräfte der Ostsee
- Vizeadmiral Walter Gladisch: von Oktober 1931 bis September 1933
- Admiral Richard Foerster: von September 1933 bis zur Überführung der Dienststelle in die Kriegsmarine

## Chefs des Stabes
- Kapitän zur See/Konteradmiral Walter Gladisch: von der Aufstellung bis Oktober 1928, später Flottenchef
- Kapitän zur See Alfred Saalwächter: von Oktober 1928 bis September 1930, ehemaliger 1. Admiralstabsoffizier
- Fregattenkapitän/Kapitän zur See Günther Guse: von September 1930 bis September 1932
- Kapitän zur See Hermann Boehm: von September 1932 bis Oktober 1933
- Konteradmiral Rolf Carls: von Oktober 1933 bis September 1934
- Konteradmiral Otto Schniewind: von September 1934 bis zur Überführung der Dienststelle in die Kriegsmarine

## 1. Admiralstabsoffiziere
- Korvettenkapitän/Fregattenkapitän Alfred Saalwächter: von der Einrichtung bis 1926, später Chef des Stabes
- Korvettenkapitän/Fregattenkapitän Max Bastian: von Januar 1926 bis Oktober 1928
- Korvettenkapitän/Fregattenkapitän Günther Guse: von September 1928 bis September 1930, anschließend Chef des Stabes
- Korvettenkapitän/Fregattenkapitän Otto Schniewind: von Oktober 1930 bis September 1932, später Chef des Stabes
- unbekannt

## 2. Admiralstabsoffiziere
- unbekannt
- Korvettenkapitän/Fregattenkapitän Ludwig von Schröder: von September 1928 bis Oktober 1929
- unbekannt
- Korvettenkapitän/Fregattenkapitän Paul Wenneker: von September 1931 bis Dezember 1931
- unbekannt

## 3. Admiralstabsoffiziere
- Kapitänleutnant/Korvettenkapitän Ernst Wolf: von der Einrichtung bis September 1926
- Kapitänleutnant/Korvettenkapitän Otto Backenköhler: von September 1926 bis September 1929
- unbekannt
- Kapitänleutnant Theodor Krancke: von September 1932 bis zur Überführung der Dienststelle in die Kriegsmarine (dort bis September 1935)

## 4. Admiralstabsoffiziere
- Kapitänleutnant Werner Scheer: von September 1927 bis September 1929
- Kapitänleutnant/Korvettenkapitän Werner Lange: von September 1929 bis September 1931
- Korvettenkapitän Gustav Kieseritzky: von September 1931 bis Juli 1933
- Korvettenkapitän Gustav Kleikamp: von Juli 1933 bis zur Überführung der Dienststelle in die Kriegsmarine (dort bis September 1935)

## Flotteningenieure
- Fregattenkapitän (Ing.)/Kapitän zur See (Ing.) Paul Berndt: von Juni 1925 bis September 1927
- Kapitän zur See (Ing.) Walter Berendt: von September 1927 bis Oktober 1929
- Kapitän zur See (Ing.) Hans Peters: von Oktober 1929 bis September 1933
- Kapitän zur See (Ing.) Hans Fechter: von Oktober 1933 bis zur Überführung der Dienststelle in die Kriegsmarine

## Bekannte Personen des Flottenkommandos
- Kapitänleutnant Werner Ehrhardt: von September 1930 bis September 1931 Flaggleutnant
- Korvettenkapitän Harald Netzbandt: von September 1933 bis zur Überführung der Dienststelle in die Kriegsmarine (dort bis September 1935) Admiralstabsoffizier
- Kapitänleutnant/Korvettenkapitän Hans Ritter: von Oktober 1933 bis zur Überführung der Dienststelle in die Kriegsmarine 5. Admiralstabsoffizier (für Flugwesen)